# Benedikt Scheps
Benedikt Scheps war eine Detektiv-Figur im deutschen Stummfilm der späten 1910er Jahre, die von dem Schauspieler Rudi Oehler verkörpert wurde. Detektiv Benedikt Scheps (auch Benedikt Schöps geschrieben) ermittelte – nach augenblicklichem Wissensstand – in vier Fällen.

## Filmographie
- 1919: Der Gattenmörder[1], „Benedikt Scheps, 1. Abenteuer“
- 1919: 3000 Mark Belohnung[2], „Benedikt Scheps, 2. Abenteuer“
- 1919:	Das Geheimnis des Fabrikanten Henderson[3], „Benedikt Scheps, 3. Abenteuer“
- 1919:	Der Fall Meier[4]

## Hintergrund
Regie führte immer Karl Neisser. Nur beim ersten Film der Reihe, Der Gattenmörder, der nach einer literarischen Vorlage von Harry Waghalter gedreht wurde, war Octav von Klodnicki Spielleiter, der schon vorher in Wenn Gräber sich öffnen (1918) Regie geführt und zu Die geborgte Villa (1918) das Drehbuch geschrieben hatte. Die vier Filme wurden von der Berliner Firma Macht-Film des Schauspielers, Drehbuchautors und Produzenten Conrad Tietze hergestellt.
Die Namensgebung des Helden, „Benedikt Scheps“ – Scheps klingt ähnlich dem Namen des populären Detektivs Stuart Webbs – erfolgte vermutlich nicht von ungefähr, sondern weil dieser damals für viele Detektivfiguren auf Grund seines Erfolges Vorbild und nachahmenswertes Beispiel war. An sich bedeutete Scheps oder Schöps „Kastrierter Schafhammel“, auch „Hammelfleisch“, und wäre, da man gemeinhin auch ungeschickte oder einfältige Menschen als „Schöps“ bezeichnet, nicht eigentlich etwas Positives, was man sich für einen Detektiv wünschen würde.
Aufklärung bringt eine Werbeanzeige der Macht-Film vom März 1919 in der Zeitschrift Kinema,
die sich kühn „An die Film-Verleiher der ganzen Welt!“ wendet:

„Wir beehren uns, Sie auf den Weltmeisterschafts-Detektiv Benedikt Scheps besonders aufmerksam zu machen. Er verkörpert die von uns geschaffene sensationelle Type des komischen Detektivs. Da Scheps durch den beliebten Komiker Rudi Oehler dargestellt wird, die Sujets von erstklassigen Schriftstellern stammen und wir, um uns den Weltmarkt zu erobern, für prächtige Ausstattung und glänzende Inszenierung sorgen, werden die zur Herausgabe gelangenden Schlager dieser Bezeichnung im hervorragendsten Sinne des Wortes alle Ehre machen. Alle Kinos werden mit den Schepsschlagern stets volle Häuser und volle Kassen erzielen, und infolgedessen erwerben Sie sich durch die Schepsschlager dankbare Kundschaft.“

Bei Oehler handelte es sich also um einen „beliebten Komiker“, und der Name deutete tatsächlich auf eine komische Detektivfgur hin. Der Anzeige sind zwei Zeichnungen zu dem Film 3000 Mark Belohnung beigefügt, die mit den Werbezeilen „‚3000 Mark Belohnung‘ – ein großer Kassenschlager!“ und „Benedikt Scheps füllt die Kinokassen“ unterschrieben sind und eine clownhafte Detektivfigur zeigen.
Laut Anzeige der Macht-Film waren zehn Folgen der Serie geplant. Benedikt Scheps’ erstes Abenteuer war „überall erfolgreich“, sein zweites Abenteuer 3000 Mark Belohnung  schon „vorführbereit“ und sein drittes Abenteuer Das Geheimnis des Fabrikanten Henderson bereits „in Arbeit“.
Rudi Oehler spielte bei der Macht-Film-Produktion auch noch andere Rollen. In Verlorene Töchter (1918) war er der Varietéagent Müller, in Wenn Gräber sich öffnen (1918) der Professor Dr. Bender. Zu dem Kriminalfilm Der Fall Meier schrieb Oehler auch das Drehbuch.
Das Konzept eines Clowns als Detektiv bzw. eines Detektivs als Clown sucht zwei filmische Genera, den komischen und den Detektivfilm, zu verbinden. Es scheint indes beim Publikum nicht so gut angekommen zu sein, wie es die Anzeige der Macht-Film suggerieren wollte.
Komische Detektive im Stummfilm gab es erst wieder 1927 in dem Kriminalreißer Der Bettler vom Kölner Dom, und hier gleich zwei: In Gestalt des Detektiv-Paares Napoleon Bonaparte Schmitz und Carolus Caesar Müller, die von Carl Geppert und Hermann Blaß gespielt wurden.